# Kościół Najświętszego Serca Jezusowego w Piotrkowie Trybunalskim
Kościół Najświętszego Serca Jezusowego w Piotrkowie Trybunalskim – rzymskokatolicki kościół parafialny należący do parafii pod tym samym wezwaniem (dekanat piotrkowski archidiecezji łódzkiej).
Obecna świątynia murowana, o dwóch kondygnacjach, została zaprojektowana przez architekta Juliusza Seweryna. Kościół miał być wzniesiony na planie przypominającym rybę. W dniu 2 października 1977 roku biskup łódzki Józef Rozwadowski poświęcił i wmurował kamień węgielny pod budowę nowej, monumentalnej budowli. Świątynia górna została poświęcona w 1996 roku przez arcybiskupa Władysława Ziółka. W kościele dolnym są przygotowywane sale dla gimnazjum katolickiego, ośrodka akademickiego. W budynku świątyni znajduje się Katolicka Szkoła Podstawowa.

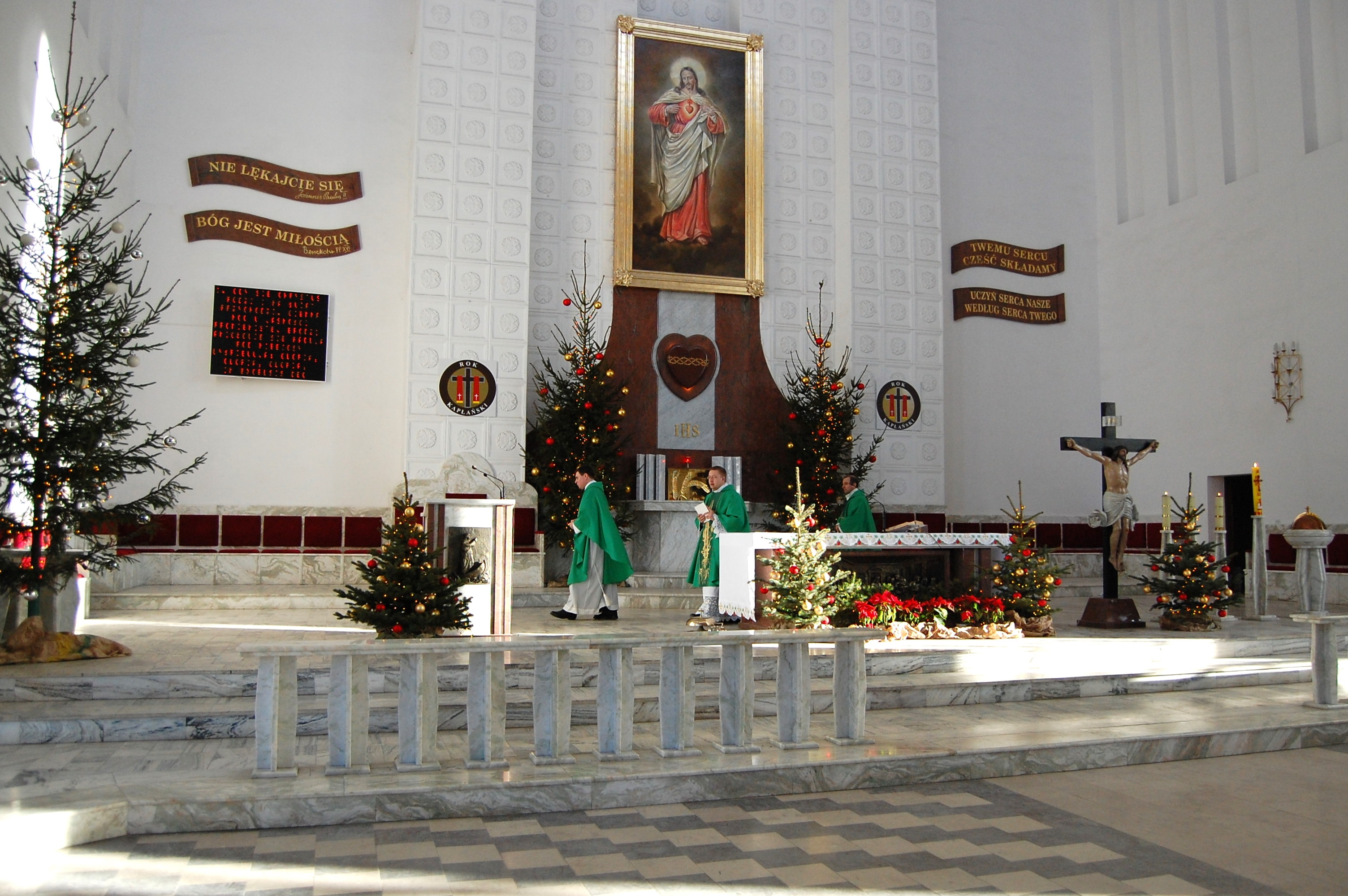
Wnętrze kościoła

W skład wyposażenia świątyni wchodzi: granitowy wystrój prezbiterium: ołtarz główny, ambonka, chrzcielnica, siedzenia dla księży i asysty z nową tapicerką, pięciometrowy obraz Najświętszego Serca Jezusowego, obraz św. Teresy od Dzieciątka Jezus, znajdujący się w bocznym ołtarzu, Droga Krzyżowa wykuta w mosiądzu.